# بارکد (فیلم)
بارکد فیلمی به کارگردانی و تهیه‌کنندگی مصطفی کیایی و نویسندگی مصطفی کیایی و مهیار شاهرخی محصول سال ۱۳۹۴ ایران است.
این فیلم برای نمایش در بخش سودای سیمرغ سی و چهارمین دوره جشنواره فیلم فجر پذیرفته شده است.
این فیلم در حالی از تاریخ ۱۹ خرداد ۱۳۹۵ در سینماهای ایران اکران شد که با دستور وزارت فرهنگ و ارشاد ایران مجبور به حذف صدای یاس خوانندهٔ رپ، تیتراژ خود شده بود.

## خلاصه داستان
جوانی به نام حامد (بهرام رادان) برای استخدام به دفتر رئیس یک شرکت (رضا کیانیان) مراجعه می‌کند. داستان فیلم، ماجرای چگونگی رسیدن این جوان به دفتر را روایت می‌کند…

## بازیگران
| بازیگر          | نقش         | توضیحات       |
| --------------- | ----------- | ------------- |
| بهرام رادان     | حامد        | نقش اصلی فیلم |
| محسن کیایی      | میلاد       | دوست حامد     |
| سحر دولتشاهی    | نازی        | نامزد حامد    |
| بهاره کیان‌افشار | ستاره       | دوست میلاد    |
| پژمان بازغی     | سامان احمدی | پلیس مخفی     |
| رضا کیانیان     |             | رئیس شرکت     |
| بابک بهشاد      | امید        |               |

## سی و چهارمین دوره جشنواره فیلم فجر
| قسمت                          | نامزد       | نتیجه    | جایزه              |
| ----------------------------- | ----------- | -------- | ------------------ |
| بهترین فیلم از نگاه تماشاگران | مصطفی کیایی | نامزدشده | سومین فیلم(۳٫۲۰/۴) |